# Hội đồng Bộ trưởng Liên Xô 1958–1962
Hội đồng Bộ trưởng Liên Xô giai đoạn 1958-1962 hay còn được gọi Hội đồng Bộ trưởng Xô Viết Tối cao Liên Xô khóa V. Hội đồng được Xô Viết Tối cao Liên Xô phê chuẩn ngày 31/3/1958.
Giai đoạn này Khrushchev nắm quyền tuyệt đối trong Đảng và Chính phủ. Được coi là người có quyền lực tối cao sau khi Stalin qua đời.
Hội đồng Bộ trưởng khóa V kết thúc nhiệm kỳ ngày 25/4/1962 sau khi Xô Viết Tối cao khóa VI phê chuẩn Hội đồng Bộ trưởng mới.

## Hoạt động
Hội đồng Bộ trưởng trong thời kỳ này chịu sự chi phối của Bí thư thứ nhất Nikita Khrushchev. Đa phần thành viên trong Hội đồng thuộc nhóm đổi mới theo đường lối Khrushchev.
Sau Hội nghị Trung ương Đảng tháng 6 năm 1957, bãi bỏ vài chục Bộ toàn Liên bang cồng kềnh, chức năng được chuyển giao cho các Ủy ban trực thuộc Ủy ban Nhà nước Hội đồng Bộ trưởng. Đồng thời để kiểm soát và quản lý các khu kinh tế, các công ty được Hội đồng kinh tế quản lý.
Kể từ năm 1957, tất cả Chủ tịch Hội đồng Bộ trưởng các nước Cộng hòa mặc nhiên là thành viên Hội đồng Bộ trưởng Liên Xô.

## Thành tựu
Trong giai đoạn 1958-1962 ("Công nghiệp hóa Khrushchev"), Liên Xô đã tăng gấp đôi lượng dầu sản xuất do khai thác các mỏ thuộc khu vực Ural-Volga và (kể từ đầu những năm 1960) phía Tây Siberia. Mặc dù thực tế là 10 nhà máy lọc dầu mới đã được đưa vào sử dụng, nhưng khối lượng sản xuất dầu chỉ đáp ứng được nhu cầu của nền kinh tế và đến năm 1965 một phần dầu mới được xuất khẩu.
Liên quan đến việc chạy đua vũ trang, lãnh đạo Liên Xô thấy tầm quan trọng trong sự phát triển ngành luyện kim, vì vậy trong những năm công nghiệp hóa của Khrushchev trong nước, một số doanh nghiệp mới như nhà máy luyện nhôm ở Shelekhov, Volgograd và Severstal được thành lập.
Trong giai đoạn 1958-1962 Liên Xô tích cực phát triển các mẫu xe thương mại (GAZ-21 "Volga", Moskvitch 402, Moskvitch-407 và Moskvich-403, ZAZ-965 "Zaporozhets"), khối lượng sản xuất đã tăng từ 97.792 đơn vị lên đến 201.175 đơn vị.
Trong giai đoạn này Liên Xô cũng nhanh chóng phát triển ngành công nghiệp hàng không, dựa trên sự phát triển riêng của mình (bao gồm cả chiến tranh) bắt đầu sản xuất số lượng lớn của máy bay chở khách, trong đó có máy bay phản lực Tu-104.

## Thành viên
| - Ủy viên Bộ Chính trị - Bí thư Trung ương Đảng - Ủy viên Dự khuyết Bộ Chính trị | - Ủy viên Trung ương Đảng - Ủy viên Dự khuyết Trung ương Đảng |

### Chủ tịch Hội đồng Bộ trưởng
| STT | Tên                           | Chức vụ | Chức vụ                             | Nhiệm kỳ      | Ghi chú khác                                                       |
| --- | ----------------------------- | ------- | ----------------------------------- | ------------- | ------------------------------------------------------------------ |
| 1   | Nikita Khrushchev (1894-1971) |         | Chủ tịch Hội đồng Bộ trưởng Liên Xô | 3/1958-4/1962 | kiêm nhiệm Bí thư thứ nhất Ủy ban Trung ương Đảng Cộng sản Liên Xô |

### Phó Chủ tịch thứ nhất
| STT | Tên                         | Chức vụ | Chức vụ                                          | Nhiệm kỳ      | Ghi chú khác |
| --- | --------------------------- | ------- | ------------------------------------------------ | ------------- | ------------ |
| 1   | Anastas Mikoyan (1895-1978) |         | Phó Chủ tịch thứ nhất Hội đồng Bộ trưởng Liên Xô | 3/1958-4/1962 |              |
| 2   | Frol Kozlov (1908-1965)     |         | Phó Chủ tịch thứ nhất Hội đồng Bộ trưởng Liên Xô | 3/1958-5/1960 |              |
| 3   | Alexei Kosygin (1904-1980)  |         | Phó Chủ tịch thứ nhất Hội đồng Bộ trưởng Liên Xô | 5/1960-4/1962 |              |

### Phó Chủ tịch
| STT | Tên                            | Chức vụ | Chức vụ                                          | Nhiệm kỳ      | Ghi chú khác                    |
| --- | ------------------------------ | ------- | ------------------------------------------------ | ------------- | ------------------------------- |
| 1   | Nikolay Ignatov (1901–1966)    |         | Phó Chủ tịch thứ nhất Hội đồng Bộ trưởng Liên Xô | 5/1960-4/1962 |                                 |
| 2   | Alexei Kosygin (1904-1980)     |         | Phó Chủ tịch thứ nhất Hội đồng Bộ trưởng Liên Xô | 3/1958-5/1960 | Trở thành Phó Chủ tịch thứ nhất |
| 3   | Dmitry Ustinov (1908-1984)     |         | Phó Chủ tịch thứ nhất Hội đồng Bộ trưởng Liên Xô | 3/1958-4/1962 |                                 |
| 4   | Joseph Kuzmin (1910-1996)      |         | Phó Chủ tịch thứ nhất Hội đồng Bộ trưởng Liên Xô | 3/1958-3/1959 |                                 |
| 5   | Aleksandr Zasyadko (1910-1963) |         | Phó Chủ tịch thứ nhất Hội đồng Bộ trưởng Liên Xô | 3/1958-4/1962 | Ủy viên Trung ương từ 1961      |
| 6   | Vladimir Novikov (1907-2000)   |         | Phó Chủ tịch thứ nhất Hội đồng Bộ trưởng Liên Xô | 5/1960-4/1962 | Ủy viên Trung ương từ 1961      |
| 7   | Ignatius Novikov (1906-1993)   |         | Phó Chủ tịch thứ nhất Hội đồng Bộ trưởng Liên Xô | 5/1960-4/1962 | Ủy viên Trung ương từ 1961      |
| 8   | Konstantin Rudnev (1911-1980)  |         | Phó Chủ tịch thứ nhất Hội đồng Bộ trưởng Liên Xô | 6/1961-4/1962 | Ủy viên Trung ương từ 1961      |

### Quản lý nội vụ
| STT | Tên                          | Chức vụ | Chức vụ                                   | Nhiệm kỳ      | Ghi chú khác |
| --- | ---------------------------- | ------- | ----------------------------------------- | ------------- | ------------ |
| 1   | Anatoly Korobov (1907-1967)  |         | Quản lý Nội vụ Hội đồng Bộ trưởng Liên Xô | 3/1958-7/1958 |              |
| 2   | Pyotr Demichev (1918-2010)   |         | Quản lý Nội vụ Hội đồng Bộ trưởng Liên Xô | 7/1958-3/1959 |              |
| 3   | Georgiy Stepanov (1909-1996) |         | Quản lý Nội vụ Hội đồng Bộ trưởng Liên Xô | 3/1959-4/1962 |              |

### Chính phủ
| STT | Chức vụ                                                  | Tên                                                                           | Nhiệm kỳ | Nhiệm kỳ       | Ghi chú khác                         |
| --- | -------------------------------------------------------- | ----------------------------------------------------------------------------- | -------- | -------------- | ------------------------------------ |
| 1   | Bộ trưởng Bộ Ngoại giao                                  | Andrei Gromyko (1909-1989)                                                    |          | 3/1958-4/1962  |                                      |
| 1   | Bộ trưởng Bộ Quốc phòng                                  | Rodion Malinovsky (1898-1967)                                                 |          | 3/1958-4/1962  |                                      |
| 1   | Bộ trưởng Bộ Nội vụ                                      | Nikolay Dudorov (1906-1977)                                                   |          | 3/1958-5/1960  |                                      |
|     | Bộ trưởng Bộ Nội vụ                                      | Bộ bị bãi bỏ, quyền lực được chia cho Bộ Nội vụ các nước Cộng hòa quản lý     |          |                |                                      |
| 1   | Bộ trưởng Bộ Thương mại                                  | Dmitriy Pavlov (1905-1991)                                                    |          | 3/1958-11/1958 |                                      |
|     | Bộ trưởng Bộ Thương mại                                  | Bộ bị bãi bỏ, quyền lực được chia cho Bộ Thương mại các nước Cộng hòa quản lý |          |                |                                      |
| 1   | Bộ trưởng Bộ Cơ khí hạng trung                           | Efim Slavsky (1898-1991)                                                      |          | 3/1958-4/1962  | Ủy viên Trung ương Đảng từ năm 1961  |
| 1   | Bộ trưởng Bộ Ngoại thương                                | Ivan Kabanov (1898-1972)                                                      |          | 3/1958-8/1958  |                                      |
| 2   | Bộ trưởng Bộ Ngoại thương                                | Nikolay Patolichev (1908-1989)                                                |          | 8/1958-4/1962  |                                      |
| 1   | Bộ trưởng Bộ Y tế                                        | Mariya Kovrigina (1910-1995)                                                  |          | 3/1958-1/1959  |                                      |
| 2   | Bộ trưởng Bộ Y tế                                        | Sergey Kurashov (1910-1965)                                                   |          | 1/1959-4/1962  | Ủy viên Trung ương Đảng từ năm 1961  |
| 1   | Bộ trưởng Bộ Ngũ cốc                                     | Leonid Korniets (1901-1969)                                                   |          | 3/1958-11/1958 |                                      |
|     | Bộ trưởng Bộ Ngũ cốc                                     | Bộ bị bãi bỏ, sáp nhập vào Ủy ban Nhà nước về sản xuất Ngũ cốc                |          |                |                                      |
| 1   | Bộ trưởng Bộ Đường sắt                                   | Boris Beshchev (1903-1981)                                                    |          | 3/1958-4/1962  |                                      |
| 1   | Bộ trưởng Bộ Nông nghiệp                                 | Vladimir Matskevich (1909-1998)                                               |          | 3/1958-12/1960 |                                      |
| 2   | Bộ trưởng Bộ Nông nghiệp                                 | Mikhail Olshansky (1908-1988)                                                 |          | 12/1960-4/1962 | Ủy viên Trung ương Đảng từ năm 1961  |
| 1   | Bộ trưởng Bộ Giáo dục Đại học                            | Vyacheslav Elyutin (1907-1993)                                                |          | 3/1958-6/1959  | Ủy viên Trung ương Đảng từ năm 1961  |
|     | Bộ trưởng Bộ Giáo dục Đại học                            | Bộ bị bãi bỏ, thành lập thành Bộ Giáo dục Đại học và Trung học Chuyên nghiệp  |          |                |                                      |
| 1   | Bộ trưởng Bộ Giáo dục Đại học và Trung học Chuyên nghiệp | Vyacheslav Elyutin (1907-1993)                                                |          | 6/1959-4/1962  |                                      |
| 1   | Bộ trưởng Bộ Địa chất và bảo vệ lòng đất                 | Peter Antropov (1905-1979)                                                    |          | 3/1958-2/1962  |                                      |
| 2   | Bộ trưởng Bộ Địa chất và bảo vệ lòng đất                 | Alexander Sidorenko (1917-1982)                                               |          | 2/1962-4/1962  |                                      |
| 1   | Bộ trưởng Bộ Văn hóa                                     | Nikolay Mikhailov (1906-1982)                                                 |          | 3/1958-5/1960  |                                      |
| 2   | Bộ trưởng Bộ Văn hóa                                     | Ekaterina Furtseva (1910-1974)                                                |          | 5/1960-4/1962  |                                      |
| 1   | Bộ trưởng Bộ Tài chính                                   | Arseny Zverev (1900-1969)                                                     |          | 3/1958-5/1960  |                                      |
| 2   | Bộ trưởng Bộ Tài chính                                   | Vasily Garbuzov (1911-1985)                                                   |          | 5/1960-4/1962  | Ủy viên Trung ương Đảng từ năm 1961  |
| 1   | Bộ trưởng Bộ Năng lượng                                  | Alexey Pavlenko (1904-1984)                                                   |          | 3/1958-12/1958 |                                      |
|     | Bộ trưởng Bộ Năng lượng                                  | Bộ bị bãi bỏ, thành lập mới Bộ Xây dựng Điện năng                             |          |                |                                      |
| 1   | Bộ trưởng Bộ Bộ Xây dựng Điện năng                       | Ignatius Novikov (1906-1993)                                                  |          | 12/1958-4/1962 | Ủy viên Trung ương Đảng từ năm 1961  |
| 1   | Bộ trưởng Bộ Hàng hải                                    | Viktor Bakaev (1902-1987)                                                     |          | 3/1958-4/1962  | Ủy viên Trung ương Đảng từ năm 1961  |
| 1   | Bộ trưởng Bộ Thông tin                                   | Nikolai Psurtsev (1900-1980)                                                  |          | 3/1958-4/1962  | Ủy viên Dự khuyết Trung ương từ 1961 |
| 1   | Bộ trưởng Bộ Công nghiệp hóa học                         | Sergei Tikhomirov (1905-1982)                                                 |          | 3/1958-6/1958  |                                      |
|     | Bộ trưởng Bộ Công nghiệp hóa học                         | Bộ bị bãi bỏ, thành lập mới Ủy ban Nhà nước về Hóa học                        |          |                |                                      |
| 1   | Bộ trưởng Bộ Xây dựng Giao thông                         | Evgeniy Kozhevnikov (1905-1979)                                               |          | 3/1958-4/1962  | Ủy viên Trung ương Đảng từ năm 1961  |
| 1   | Thống đốc Ngân hàng Nhà nước                             | Nikolay Bulganin (1895-1975)                                                  |          | 3/1958-8/1958  |                                      |
| 2   | Thống đốc Ngân hàng Nhà nước                             | Alexander Korovushkin (1909-1976)                                             |          | 8/1958-4/1962  |                                      |
| 1   | Bộ trưởng Bộ không Bộ                                    | Grigory Khlamov (1903-1968)                                                   |          | 3/1958-8/1958  |                                      |
| 2   | Bộ trưởng Bộ không Bộ                                    | Ivan Kabanov (1898-1972)                                                      |          | 8/1958-4/1962  |                                      |

### Ủy ban Nhà nước trực thuộc
| STT | Chức vụ                                                      | Tên                              | Nhiệm kỳ | Nhiệm kỳ        | Ghi chú khác                              |
| --- | ------------------------------------------------------------ | -------------------------------- | -------- | --------------- | ----------------------------------------- |
| 1   | Chủ nhiệm Ủy ban An ninh Quốc gia                            | Ivan Serov (1905-1990)           |          | 3/1958-12/1958  |                                           |
| 2   | Chủ nhiệm Ủy ban An ninh Quốc gia                            | Alexander Shelepin (1918-1994)   |          | 12/1958-11/1961 |                                           |
| 3   | Chủ nhiệm Ủy ban An ninh Quốc gia                            | Vladimir Semichastny (1924-2001) |          | 11/1961-4/1962  |                                           |
| 1   | Chủ nhiệm Ủy ban Kế hoạch Nhà nước                           | Joseph Kuzmin (1910-1996)        |          | 3/1958-3/1959   |                                           |
| 2   | Chủ nhiệm Ủy ban Kế hoạch Nhà nước                           | Aleksey Kosygin (1904-1980)      |          | 3/1959-5/1960   | Phó Chủ tịch kiêm nhiệm                   |
| 3   | Chủ nhiệm Ủy ban Kế hoạch Nhà nước                           | Vladimir Novikov (1905-1979)     |          | 5/1960-4/1962   | Ủy viên Trung ương từ 1961                |
| 1   | Phó Chủ nhiệm thứ nhất Ủy ban Kế hoạch Nhà nước              | Georgi Perov (1905-1979)         |          | 3/1958-4/1962   |                                           |
| 2   | Phó Chủ nhiệm thứ nhất Ủy ban Kế hoạch Nhà nước              | Mikhail Lesechko (1909-1984)     |          | 5/1958-4/1961   |                                           |
| 3   | Phó Chủ nhiệm thứ nhất Ủy ban Kế hoạch Nhà nước              | Georgiy Orlov (1903-1991)        |          | 9/1961-1/1962   |                                           |
| 4   | Phó Chủ nhiệm thứ nhất Ủy ban Kế hoạch Nhà nước              | Vasily Ryabikov (1907-1974)      |          | 9/1961-12/1961  |                                           |
| 1   | Phó Chủ nhiệm Ủy ban Kế hoạch Nhà nước                       | Vasily Zotov (1899-1977)         |          | 3/1958-4/1962   |                                           |
| 2   | Phó Chủ nhiệm Ủy ban Kế hoạch Nhà nước                       | Nikolai Strokin (1906-1972)      |          | 3/1958-4/1962   |                                           |
| 3   | Phó Chủ nhiệm Ủy ban Kế hoạch Nhà nước                       | Mikhail Khrunichev (1901-1961)   |          | 3/1958-4/1961   |                                           |
| 4   | Phó Chủ nhiệm Ủy ban Kế hoạch Nhà nước                       | Vladimir Matskevich (1909-1998)  |          | 3/1958-4/1961   |                                           |
| 5   | Phó Chủ nhiệm Ủy ban Kế hoạch Nhà nước                       | Anatoly Korobov (1907-1967)      |          | 1960-4/1962     |                                           |
| 6   | Phó Chủ nhiệm Ủy ban Kế hoạch Nhà nước                       | Pavel Lobanov (1902-1984)        |          | 1961-4/1962     |                                           |
| 1   | Trưởng ban Ban Ô tô, Máy kéo và Kỹ thuật Nông nghiệp Gosplan | Grigory Khlamov (1903-1968)      |          | 3/1958-1960     |                                           |
| 1   | Trưởng ban Ban Công nghiệp nặng Gosplan                      | Yefim Novoselov (1906-1990)      |          | 3/1958-4/1962   |                                           |
| 1   | Trưởng ban Ban Thủy sản Gosplan                              | Alexander Ishkov (1905-1988)     |          | 3/1958-1960     |                                           |
| 1   | Chủ nhiệm Ủy ban Nhà nước về Lao động và Tiền lương          | Aleksandr Volkov (1910-1990)     |          | 3/1958-4/1962   |                                           |
| 1   | Chủ nhiệm Ủy ban Kiểm soát Nhà nước                          | Georgy Enyutin (1903-1969)       |          | 3/1958-4/1962   |                                           |
| 1   | Chủ nhiệm Ủy ban Nhà nước về Khoa học kỹ thuật               | Yury Maksaryov (1907-1982)       |          | 3/1958-12/1959  |                                           |
| 2   | Chủ nhiệm Ủy ban Nhà nước về Khoa học kỹ thuật               | Konstantin Petukhov (1914-1974)  |          | 12/1959-4/1961  |                                           |
| 1   | Chủ nhiệm Ủy ban Nhà nước về Nghiên cứu khoa học             | Mikhail Khrunichev (1901-1961)   |          | 4/1961-6/1961   |                                           |
| 2   | Chủ nhiệm Ủy ban Nhà nước về Nghiên cứu khoa học             | Konstantin Rudnev (1911-1980)    |          | 6/1961-4/1962   |                                           |
| 1   | Chủ nhiệm Ủy ban Nhà nước về Công nghiệp Hàng không          | Pyotr Dementev (1907-1977)       |          | 3/1958-4/1962   |                                           |
| 1   | Chủ nhiệm Ủy ban Nhà nước về Công nghiệp Quốc phòng          | Konstantin Rudnev (1911-1980)    |          | 3/1958-6/1961   | Ủy viên Trung ương từ 1961                |
| 2   | Chủ nhiệm Ủy ban Nhà nước về Công nghiệp Quốc phòng          | Leonid Smirnov (1916-2001)       |          | 6/1961-4/1962   |                                           |
| 1   | Chủ tịch Ủy ban Nhà nước về điện tử phát thanh               | Valery Kalmykov (1908-1974)      |          | 3/1958-4/1962   | Ủy viên Trung ương từ 1961                |
| 1   | Chủ nhiệm Ủy ban Nhà nước về đóng tàu                        | Boris Evstafievich (1907-1976)   |          | 3/1958-4/1962   | Ủy viên Dự khuyết Trung ương Đảng từ 1961 |
| 1   | Chủ nhiệm Ủy ban Nhà nước về xây dựng                        | Vladimir Kucherenko (1909-1963)  |          | 3/1958-1/1961   |                                           |
| 2   | Chủ nhiệm Ủy ban Nhà nước về xây dựng                        | Ivan Grishmanov (1906-1979)      |          | 1/1961-4/1962   |                                           |
| 1   | Chủ nhiệm Ủy ban Nhà nước về Quan hệ kinh tế đối ngoại       | Semon Skachkov (1907-1996)       |          | 3/1958-4/1962   | Ủy viên Dự khuyết Trung ương Đảng từ 1961 |
| 1   | Chủ nhiệm Ủy ban Nhà nước về Tự động hóa và cơ khí           | Anatoly Kostousov (1906-1985)    |          | 2/1959-4/1962   | Ủy viên Trung ương từ 1961                |
| 1   | Tổng biên tập ITAR-TASS                                      | Nikolai Palgunov (1898-1971)     |          | 3/1958-8/1960   |                                           |
| 2   | Tổng biên tập ITAR-TASS                                      | Dmitry Goryunov (1915-1992)      |          | 8/1960-4/1962   |                                           |
| 1   | Chủ nhiệm Ủy ban Thể dục Thể thao                            | Romanov Nikolaevich (1913-1993)  |          | 3/1958-4/1962   |                                           |

### Thành viên khác
| STT | Chức vụ                                   | Tên                               | Nhiệm kỳ | Nhiệm kỳ       | Ghi chú khác                            |
| --- | ----------------------------------------- | --------------------------------- | -------- | -------------- | --------------------------------------- |
| 1   | Chủ tịch Hội đồng Bộ trưởng Nga Xô        | Dmitry Polyansky (1917-2001)      |          | 3/1958-4/1962  | Ủy viên Bộ Chính trị từ năm 1960        |
| 1   | Chủ tịch Hội đồng Bộ trưởng Ukraina Xô    | Nikifor Kalchenko (1906-1989)     |          | 3/1958-2/1961  |                                         |
| 2   | Chủ tịch Hội đồng Bộ trưởng Ukraina Xô    | Vladimir Scherbitsky (1918-1990)  |          | 2/1961-4/1962  |                                         |
| 1   | Chủ tịch Hội đồng Bộ trưởng Belarus Xô    | Nikolai Avkhimovich (1907-1996)   |          | 3/1958-4/1959  |                                         |
| 2   | Chủ tịch Hội đồng Bộ trưởng Belarus Xô    | Tihon Kiselov (1917-1983)         |          | 4/1959-4/1962  | Ủy viên Trung ương Đảng từ năm 1961     |
| 1   | Chủ tịch Hội đồng Bộ trưởng Uzbekistan Xô | Mansur Mirza-Akhmedov (1908-1971) |          | 3/1958-3/1959  |                                         |
| 2   | Chủ tịch Hội đồng Bộ trưởng Uzbekistan Xô | Arif Alimov (1912-2005)           |          | 4/1959-9/1961  |                                         |
| 3   | Chủ tịch Hội đồng Bộ trưởng Uzbekistan Xô | Rakhmankul Kurbanov (1912-2012)   |          | 9/1961-4/1962  |                                         |
| 1   | Chủ tịch Hội đồng Bộ trưởng Kazakhstan Xô | Dinmuhamed Kunayev (1912-1993)    |          | 3/1958-1/1960  |                                         |
| 2   | Chủ tịch Hội đồng Bộ trưởng Kazakhstan Xô | Zhumabek Tashenev (1915-1986)     |          | 1/1960-1/1961  |                                         |
| 3   | Chủ tịch Hội đồng Bộ trưởng Kazakhstan Xô | Salken Daulenov (1907-1984)       |          | 1/1961-4/1962  |                                         |
| 1   | Chủ tịch Hội đồng Bộ trưởng Gruzia Xô     | Givi Javakhishvili (1912-1985)    |          | 3/1958-4/1962  |                                         |
| 1   | Chủ tịch Hội đồng Bộ trưởng Azerbaijan Xô | Sadyh Yarali Ragimov (1914-1975)  |          | 3/1958-7/1958  |                                         |
| 2   | Chủ tịch Hội đồng Bộ trưởng Azerbaijan Xô | Veli Akhundov (1916-1986)         |          | 7/1958-7/1959  |                                         |
| 3   | Chủ tịch Hội đồng Bộ trưởng Azerbaijan Xô | Mamed Iskenderov (1915-1985)      |          | 7/1959-12/1961 | Ủy viên Dự khuyết Trung ương từ 1961    |
| 4   | Chủ tịch Hội đồng Bộ trưởng Azerbaijan Xô | Enver Alihanov (1917-1992)        |          | 12/1961-4/1962 |                                         |
| 1   | Chủ tịch Hội đồng Bộ trưởng Litvia Xô     | Motyus Schumauskas (1905-1982)    |          | 3/1958-4/1962  |                                         |
| 1   | Chủ tịch Hội đồng Bộ trưởng Moldova Xô    | Alexander Diorditsa (1911-1996)   |          | 3/1958-4/1962  | Ủy viên Dự khuyết Trung ương từ 1961    |
| 1   | Chủ tịch Hội đồng Bộ trưởng Latvia Xô     | Vilis Latsis (1904-1966)          |          | 3/1958-11/1959 |                                         |
| 2   | Chủ tịch Hội đồng Bộ trưởng Latvia Xô     | Janis Peive (1906-1976)           |          | 11/1959-4/1962 | Ủy viên Dự khuyết Trung ương từ 1961    |
| 1   | Chủ tịch Hội đồng Bộ trưởng Estonia Xô    | Aleksei Alexandrovich (1902-1970) |          | 3/1958-10/1960 |                                         |
| 2   | Chủ tịch Hội đồng Bộ trưởng Estonia Xô    | Valter Klauson (1913-1988)        |          | 10/1960-4/1962 | Ủy viên Trung ương từ 1961              |
| 1   | Chủ tịch Hội đồng Bộ trưởng Turkmenia Xô  | Juma Karaev (1910-1960)           |          | 3/1958-1/1959  |                                         |
| 2   | Chủ tịch Hội đồng Bộ trưởng Turkmenia Xô  | Balysh Ovezov (1915-1975)         |          | 1/1959-6/1960  |                                         |
| 3   | Chủ tịch Hội đồng Bộ trưởng Turkmenia Xô  | Abdy Annaliyev (1920-)            |          | 6/1960-4/1962  |                                         |
| 1   | Chủ tịch Hội đồng Bộ trưởng Armenia Xô    | Anton Kochinyan (1913-1990)       |          | 3/1958-4/1962  | Ủy viên Dự khuyết Trung ương từ 1961    |
| 1   | Chủ tịch Hội đồng Bộ trưởng Tajikistan Xô | Nazarsho Dodhudoev (1915-2000)    |          | 3/1958-4/1961  | Miễn nhiệm tất cả các chức vụ từ 4/1961 |
| 2   | Chủ tịch Hội đồng Bộ trưởng Tajikistan Xô | Abdulahad Kakharov (1913-1984)    |          | 4/1961-4/1962  |                                         |
| 1   | Chủ tịch Hội đồng Bộ trưởng Kirghizia Xô  | Kazi Dikambayev (1913-2010)       |          | 3/1958-5/1961  |                                         |
| 2   | Chủ tịch Hội đồng Bộ trưởng Kirghizia Xô  | Bolot Mambetov (1907-1990)        |          | 5/1961-4/1962  |                                         |